# Zec Baillargeon
Pour les articles homonymes, voir Baillargeon.
La Zec Baillargeon une zone d'exploitation contrôlée  (désignée jusqu'en 2007: Zec York-Baillargeon) située dans le territoire non organisé de Rivière-Saint-Jean (La Côte-de-Gaspé), dans la municipalité régionale de comté (MRC) de La Côte-de-Gaspé, dans la région administrative de Gaspésie-Îles-de-la-Madeleine, au Québec, au Canada. L'économie de ce territoire est basée sur la foresterie et les activités récréo-touristiques.

## Géographie
Cette zec gaspésienne qui couvre 67,9 km2 est bordée au nord par la rivière York et au sud par la Rivière Saint-Jean (Gaspé). Au nord, le littoral de la rivière York est exploité par la Zec de la Rivière-York. Au sud, le littoral de la rivière Saint-Jean est exploité par la Réserve faunique de la rivière Saint-Jean. Le territoire de cette zec couvre une partie du canton de Laforce et du canton de Baillargeon.
Le territoire de la zec a la forme d'un carré dont le coté du nord a une ligne incurvée épousant un segment du parcours de la rivière York.
La zec est desservie par la route 198 (passant au nord), la route forestière R1113 (passant au sud), la route des Twin, le chemin du lac-Ross et le chemin de la Tour. Cette zec est située à 20 minutes en auto à l'ouest de Gaspé (ville).
Annuellement, la surface des plans d'eau est généralement gelée de novembre à avril.

## Principaux attraits
Le poste d'accueil de la zec est située près de la route 198, dans la partie nord-est du territoire. Le poste d'accueil est ouvert durant la saison de chasse et pêche.
La zec est doté de site de campings sauvage et d'hébergement en chalet dans une nature pittoresque.

## Toponymie
La "Zec Baillargeon" tire sa désignation du canton du même nom. La désignation de ce canton a été proclamée en 1866. Ce toponyme évoque le souvenir de Charles-François Baillargeon (1798-1870), quinzième évêque et troisième archevêque de Québec, de 1867 à 1870. Il a servi son diocèse dès 1850 comme coadjuteur de monseigneur Pierre-Flavien Turgeon. Outre ses œuvres charitables et éducatives, il a laissé une traduction en français du Nouveau Testament. La Commission de toponymie du Québec a officialisé le nom « Zec Baillargeon » le 16 janvier 2007, en remplacement de la désignation « Zec York-Baillargeon » qui était connue depuis 1981. Le lac Baillargeon constitue le plus important plan d'eau de la zec Baillargeon; il se décharge dans la rivière York par le ruisseau Baillargeon.
Le toponyme "Zec Baillargeon" a été officialisé le 16 janvier 2007 à la Banque des noms de lieux de la Commission de toponymie du Québec.